# Kaska

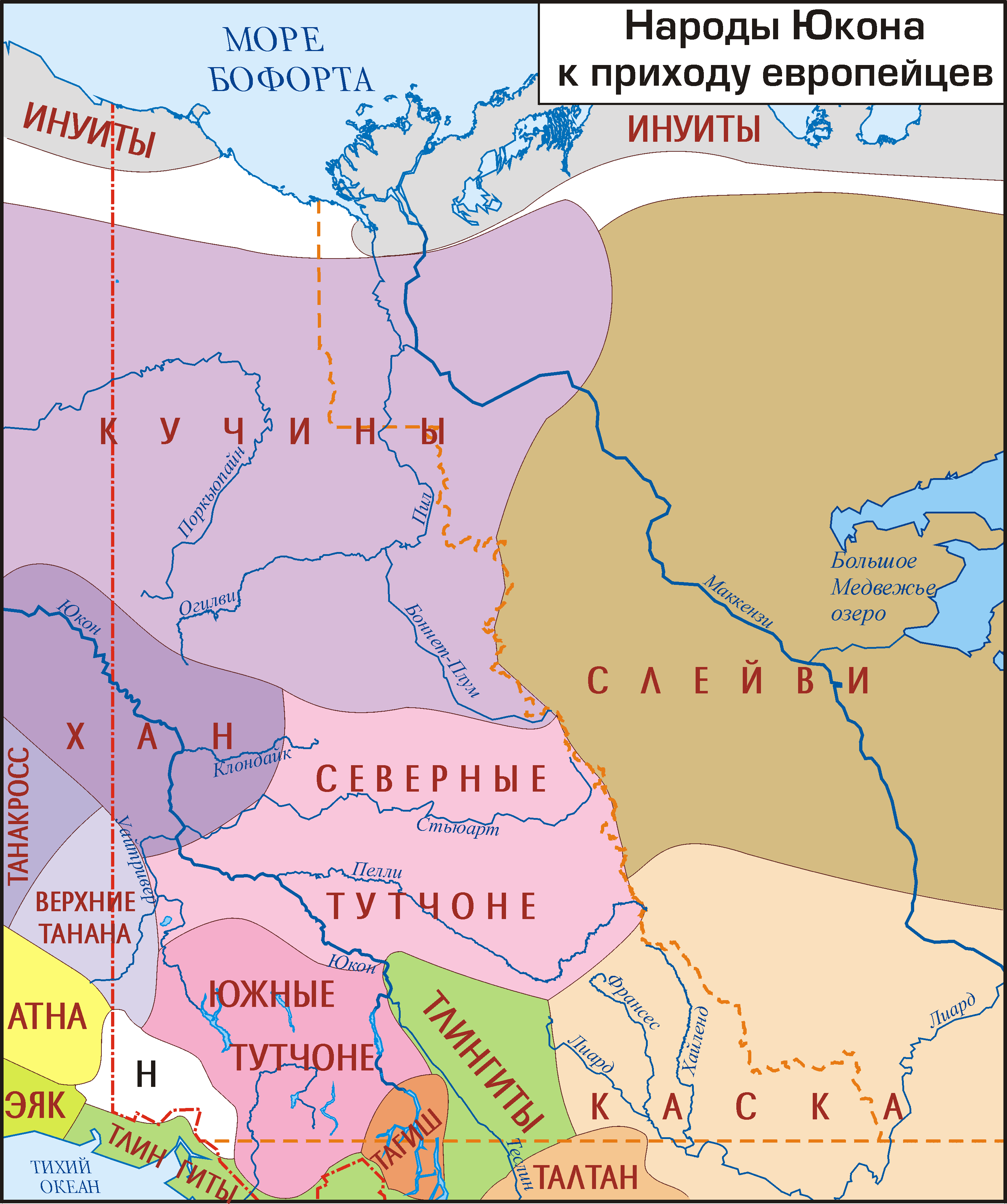
Teile des Siedlungsgebietes der Kaska (hell, im Südosten) u. a. First Nations im Yukon-Territorium und Nachbarschaft vor Ankunft der Europäer. Karte (russisch) des Linguarium-Projektes der Lomonossow-Universität.

Die Kaska, Kaska Dena oder Denek’éh („Volk“, „Menschen“) sind eine First Nation der Nördlichen (Athabasken) Dene, deren traditionelles Stammesgebiet Dene Kēyeh („Kaska Dena Land“) einst etwa 240.000 km² im Norden von British Columbia, im Südosten von Yukon sowie im Südwesten der Nordwest-Territorien im Nordwesten von Kanada umfassten.
Zusammen mit den kulturell und sprachlich eng verwandten Tagish (Tagish Khwáan) und Tahltan die zwischen dem Yukon River und Mackenzie River sowie im Tal des Liard River lebten, wurden die Kaska Dena früher oft als Nahanni / Nahani („People Over There Far Away“) oder als Mackenzie Mountain Peoples bezeichnet – wobei hier meistens noch die Mountain Dene (Shihgot’ine) der North Slavey (Sahtu Dene) sowie die South Slavey (Deh Cho Dene) eingeschlossen waren.
Da jedoch auch so verschiedene Völker wie die T'aaku Kwáan der Tlingit (Lingit), die Pelly River Northern Tutchone, die Tsetsaut (Wetaɬ) sowie die Sekani (Tsek’ene) und Daneẕaa als Nahanni bezeichnet wurden, ist es oft schwierig in den historischen Quellen die einzelnen Stämme voneinander zu unterscheiden.

## Geschichte
Die Kaska Dena oder Denek’éh hatten einen berühmten weiblichen Häuptling namens Nahanni Chief, die erfolgreich einem mächtigen Tlingit (Lingit)-Häuptling namens Shakes trotzte, um das Leben eines Händlers und Forschers und dessen Mannschaft zu schützen.
1964 identifizierte der Anthropologe J.J. Honigmann fünf regionale Bands, die als typische Jäger und Sammler Territorien rund um Ross River (YT), Faro (YT), Watson Lake (YT), Lower Post (BC) und Dease Lake (BC) hatten. Die fünf regionalen Bands umfassten zwischen 50 und 100 Personen und waren wiederum in mehrere Lokalgruppen von sechs bis 30 Mitgliedern unterteilt (Murdock und andere 1962), deren Zusammensetzung sehr fluide war, da die Kaska Dena durch die für alle Athabasken typische Individualität geprägt waren. Man schätzt daher, dass die Kaska Dena ursprünglich ca. 500 Stammesmitglieder zählten.
- Tu tcogotena (Tu’tcogotena) oder Tu cho gha nugga dhal: Die Tu tcogotena („Bewohner/Volk am großen Wasser“) lebten östlich der Espatodena hauptsächlich im Gebiet rund um Tū Chō (Frances Lake) und Tū Chō Tūé (Frances River) im Yukon-Territorium (YT), jedoch erstreckte sich ihr Gebiet südwärts bis zum Bath-o-too-a („gefährlicher Fluss, d. h. der Hyland River“) und Smith River in British Columbia (BC) (sowohl der Frances River, Hyland River und Smith River sind linke Nebenflüsse des Liard River). Sie jagten auch in den Gebieten entlang des Too-Ti (Liard River) und Tū Chō Tūé (Dease River). Auch als McDame Post Kaska oder Fort McDame Kaska bekannt, da sie im Handelsposten McDame Post (Fort McDame) (an der Mündung des McDame Creek in den Dease River) handelten; in manchen Quellen auch als Frances Lake Kaska bezeichnet.

- Espatodena ((E)spa’totena) oder Espa tah dena: Die Espatodena („Bewohner/Volk unter wilden Ziegen“) lebten östlich der Tu tcogotena, besiedelten und durchstreiften vor allem das Gebiet nördlich des Tsa Tue (Beaver River, YT und BC) und des South Nahanni River (NT und YT). Sie jagten auch am Zusammenfluss des Atsonne Tue („Elchkot-Wasser-Fluss, d. h. der Coal River“) und Tyagacho („großer Fluss, d. h. der Liard River“). Laut dem Kaska History and Cultural Research Training Project (1997) war diese Band auch unter dem Namen Gata otena („Menschen, die Kaninchen jagen“) bekannt.

- Naatitu a gotena (Natitu?a’gotena) oder Na aw ti to a gotena: Die Naatitu a gotena („Bewohner/Volk eines (hohen) schroffen Berges, wo ein kleiner Fluss beginnt“) lebten hauptsächlich entlang Net I Tue (des Oberlaufs des Liard River, YT) südwärts bis zum Canyon oberhalb Daelyu („ein Ort, an dem wir uns zum Handel versammeln, d. h. Lower Post“, BC). Im Westen ihres Territoriums befanden sich die Cassiar Mountains (die nach den Kaska Dena benannt wurden), im Osten die Simpson Range. Saisonal unternahmen sie Wanderungen zu den Lachsläufen am Tu disdis Tue („man kann klar in das tiefe Wasser sehen, d. h. der Pelly River“), zudem wurde entlang des Tuts Algua (Watson Lake) oder Lu cho gefischt, und Wild wurde entlang des Agedze Tue („zu viel Wild, d. h. der Hyland-Fluss“) gejagt. Da ihr Handelszentrum sich traditionell bei Daelyu befand, wurde dort 1876 offiziell der Handelsposten „Lower Post“ eröffnet und sie daher auch als Lower Post Kaska bezeichnet; in manchen Quellen auch als Upper Liard Kaska bezeichnet.

- Ki stagotena (Ki’stagotena) oder Tsetotena (Tsay tow tena): Die Ki-Stagotena („Bewohner/Volk der Berge“) lebten südlich und südöstlich der Natitu a gotena und bewohnten traditionell die Täler des Dease River (rechter Nebenfluss des Liard River), von Net I tue nordwärts bis zum Nordufer des Dease Lake in BC. Ki stagotena-Familien die entlang Duna za („reiner Ort, an dem sich Menschen aufhalten, d. h. McDames Post“) oberhalb der Einmündung in den Tū Chō Tūé (Dease River) lebten, waren auch als Ozanna („Menschen desselben Blutes“, „Blutsverwandte“) bekannt. Auch als Dease River Kaska bezeichnet.

- Tse lona (Tse’lona) oder Tsay lona: Die Tse lona („Bewohner/Volk der Berggipfel“, auch: „Bewohner/Volk am Punkt, an dem sich das Ende der Welt befindet“) lebten südlich und östlich der Ki stagotena, vor allem entlang der Oberläufe und Täler der Flüsse in der Rocky Mountain Trench sowie von den Kechika Ranges (Teil der Cassiar Mountains) bis zu den Gebieten am Toad River und nordwärts bis zum Flat River (rechter Nebenfluss des South Nahanni River) in BC. Einige Tse lona-Familien waren auch als Tse Ts iyinetena/Tse Tsiyinetena („Wolfsleute/Wolfsvolk der Berge“) bekannt. Auch als (Fort) Nelson Kaska bezeichnet, da sie einst beim Handelsposten Fort Nelson (nahe dem Zusammenfluss des Fort Nelson River, Muskwa River und Prophet River) handelten.

Die Espatodena („Bewohner/Volk unter wilden Ziegen“) waren die nördlichste Band, südlich lebten die Tu tcogotena („Bewohner/Volk am großen Wasser“), südöstlich streiften die Naatitu a gotena („Bewohner/Volk eines (hohen) schroffen Berges, wo ein kleiner Fluss beginnt“), von diesen im Südwesten lebten die Ki-Stagotena („Bewohner/Volk der Berge“) und im Südosten die Tse lona („Bewohner/Volk der Berggipfel“, auch: „Bewohner/Volk am Punkt, an dem sich das Ende der Welt befindet“).

## Heutige First Nations der Kaska
Heute gibt es vier offiziell anerkannte (für die Kaska Dena jedoch fünf) First Nations (in Kanada oftmals Bands genannt) der Kaska Dena mit ca. 2500 bis 3000 Stammesmitgliedern, die durch das Kaska Dena Council und das Ross River Dena Council gegenüber der kanadischen Regierung vertreten werden (Bevölkerungsangaben Stand März 2020, Quelle: Indigenous and Northern Affairs Canada):
Kanada – Yukon
Independent First Nation
- Ross River Dena Council[4] (Nachfahren der Hés tʼat gudene – „Bewohner/Volk inmitten der Berge“[5], Verwaltungssitz sowie Hauptsiedlung ist Ross River am Zusammenfluss von Ross River und Pelly River – Tu Lidlini genannt[6], bzw. an der Kreuzung des Robert Campbell Highway und der Canol Road, das Reservat Ross River #497 liegt im Osten des Yukon-Territoriums, Nachfahren Shu-tah Dene (Mountain Dene), Northern Tutchone und Kaska Dena, die Mehrheit der Mitglieder sprach früher Kaska (Dene Zágéʼ), manche sprechen auch eine Variante des South Slavey (Dené Dháh oder Dene Zhatıé), Population: 558)

Kaska Dena Council
- Liard First Nation[8] (auch Liard River First Nation, Nachfahren der Hés tʼat gudene – „Bewohner/Volk inmitten der Berge“, Verwaltungssitz ist die Stadt Watson Lake (auch „Tor zum Yukon River“ genannt), nahe dem Liard River, die zusammen mit Upper Liard – beide am Alaska Highway gelegen –, die bedeutendste Siedlung der First Nation ist, zudem leben sie noch in kleineren Siedlungen wie Two Mile Village und Two and One-Half Mile Village am Robert Campbell Highway (Yukon Highway 4), ihre neun Reservate liegen zumeist im Südosten vom Yukon-Territorium, einige Landparzellen jedoch auch im angrenzenden British Columbia, die heute vom Daylu Dena Council bewohnt werden, Reservate: Blue River #1, Dease River #2, Dease River #3, Horse Ranch Pass #4, Liard River #3, McDames Creek #2, Mosquito Creek #5, Muddy River #1, One Mile Point #1, ca. 14,80 km², Population: 1.217)

Kanada – British Columbia
Kaska Dena Council
- Kwadacha Nation[9] (früher Fort Ware Indian Band, die First Nation besteht sowohl aus Sekani (Tsek’ene) als auch aus Kaska Dena, die Hauptsiedlung und Verwaltungssitz ist Fort Ware (heute Kwadacha genannt) im bevölkerungsreichsten Reservat Fort Ware #1, am linken Ufer des Finlay River, ca. 3 km westlich des Zusammenflusses mit dem Kwadacha und Fox River, ca. 570 km nördlich von Prince George in British Columbia in der Rocky Mountain Trench, Reservate: Fort Ware #1, Sucker Lake #2, Weissener Lake #3, ca. 4 km², Population: 560, davon außerhalb des Reservats: 270)
- Dease River First Nation (auch Dease River Nation ist eine First Nation im Cassiar Country im Inneren von Nord-British Columbia, ihr Verwaltungssitz ist Good Hope Lake am Stewart-Cassiar Highway (Dease Lake Highway) östlich der nun aufgegebenen Minenstadt Cassiar, Reservate: Dease River #1, #2, #3, #4, ca. 0,8 km², spalteten sich 1994 von der Liard First Nation ab, Population: 185)
- Daylu Dena Council[10] (auch Lower Post First Nation, Verwaltungssitz ist Lower Post (Daylu) am Highway 97, dem Alaska Highway, ca. 23 km südöstlich der Stadt Watson Lake (auch „Tor zum Yukon River“ genannt) in Yukon, dort gehen auch die Kinder zur Schule und dort wird auch für den täglichen Bedarf eingekauft, wird jedoch von Kanada nicht als Band (First Nation) anerkannt, sondern nur als ein Reservat der Liard First Nation von Yukon, repräsentiert durch einen sog. Deputy Chief, Population: 300)

Zudem sind einige Kaska Dena (zwischen Watson Lake und Fort Nelson am Alaska Highway) in den Gemeinden Fireside, Muncho Lake am Südufer des Muncho Lake („großer See“ im Muncho Lake Provincial Park) und in der Gemeinde Toad River am Unterlauf des Toad River (Tsal-eh-chesi) in British Columbia Mitglieder folgender First Nation:
Treaty 8 Tribal Association
- Fort Nelson First Nation[12] (auch: Fort Nelson Slavey Band, Fort Nelson Indian Band, im Northern Rockies Regional District im Nordosten von British Columbia, Verwaltungssitz/Siedlung Fort Nelson am Zusammenfluss des Fort Nelson River, Muskwa River und Prophet River mit sechs Hauptsiedlungen: Tthek’eneh Kúe (Old Fort), Fontas, Kahntah, Nádudhi Deezé (Snake River), Tlídli (Nelson Forks) und Tli Gohtché (François), größtenteils South Slavey und Plains Cree, zudem Kaska Dena-Familien sowie eng verwandte Sekani und Daneẕaa (Dunneza oder Beaver), sprechen heute Dene Tha / Dene Zhatıé (South Slavey) oder Nēhiyawēwin (Plains Cree), einige Familien zudem noch Danezaa/Dane-zaa Záágéʔ; Indian Reserves: Fontas #1, Fort Nelson #2, Kahntah #3, Snake #5, Population: 976)

## Sprache
Ihre Sprache, das Kaska (Dene Zágéʼ) zählt zu den Nordathapaskischen Sprachen im Nordwesten von Kanada und steht sprachlich den benachbarten Tahltan (Tāłtān ẕāke/Dahdzege) der Tahltan und Tagish (Den k’e) der Tagish so nahe, so dass einige Linguisten behaupten, diese drei Sprachen seien tatsächlich drei divergierende, aber gegenseitig verständliche Dialekte einer gemeinsamen Sprache (Mithun 1999) und bildeten ein Dialektkontinuum (Je größer die Distanz zwischen den Orten wird, umso größer werden die Unterschiede und entsprechend wird die Kommunikation schwieriger.)
1. Tahltan (Tałtan ẕāke), Dahdzege oder didene ẕake (geschätzte 35 Sprechende)
2. Kaska oder Dene Zágéʼ (geschätzte 400 Sprechende)
3. Tā̀gish oder Den k'e (geschätzte 2 Sprechende)

Andere Linguisten betrachten diese als verschiedene Sprachen.
Es gibt mindestens sechs Kaska-Dialekte (oder Varietäten), darunter der Pelly Banks-Dialekt, der Frances Lake-Dialekt, der Ross River-Dialekt, der Liard-Dialekt, der Lower Liard-Dialekt und der Good Hope Lake-Dialekt. Die Dialekte unterscheiden sich in einigen grammatikalischen Merkmalen, Lauten und Vokabular und die gegenseitige Verständlichkeit der einzelnen Dialekte beruht ihrer geografischen Lage im Verhältnis zueinander.
Kaska (Dene Zágéʼ) wird heute in den Gemeinden Ross River, Watson Lake und Upper Liard im Südosten von Yukon sowie in den Gemeinden Lower Post, Fireside, Good Hope Lake, Dease Lake und Muncho Lake im Norden British Columbias gesprochen.